# Райхенбах-ам-Хойберг
Райхенбах-ам-Хойберг (нем. Reichenbach am Heuberg) — община в Германии, в земле Баден-Вюртемберг. 
Подчиняется административному округу Фрайбург. Входит в состав района Тутлинген.  Население составляет 488 человек (на 31 декабря 2010 года). Занимает площадь 6,10 км².